# Muzeum historických budov Avoncroft
Muzeum historických budov Avoncroft je skanzen zachráněných budov, které byly přemístěny na místo v Stoke Heath v Bromsgrove, ve Worcestershire, v Anglii. Společnost byla založena v roce 1963 a muzeum bylo otevřeno v roce 1967. Muzeum bylo koncipováno po demontáži domu z 15. století v Bromsgrove v roce 1962, aby poskytlo místo pro jeho rekonstrukci. Stalo se prvním anglickým skanzenem a druhým ve Spojeném království. V současné době se tu nachází sbírka domácích, průmyslových, zemědělských a jiných historických budov, většinou demontovaných a rekonstruovaných.
Sbírka muzea zahrnuje více než 30 budov a staveb, které byly přemístěny z původních lokalit pod hrozbou demolice, byly přestavěny a obnoveny v muzeu. Patří sem plně funkční větrný mlýn a montovaná stavba po 2. světové válce, která byla v mnoha městech a městech použita k zajištění rychle dostupných náhrad za domy zničené bombardováním. Arcon V prefabrikovaný dům byl původně postaven na Moat Lane v Yardley, v Birminghamu a byl převezen do muzea v roce 1981.
Svatby a recepce se často konají v New Guesten Hall, budově v muzeu, která byla postavena tak, aby zahrnovala zachovalou dřevěnou střechu Guesten Hall, původně postavenou vedle Worcesterské katedrály. Nová hala Guesten je také využívána externími stranami pro koncerty, konference, výstavy a setkání. Viktoriánský kostel, původně postavený v roce 1891 v Bringsty Common, Herefordshire, byl otevřen a znovu vysvěcen v roce 1996. Kostel je také licencován pro svatby.
Další exponáty, které dokládají více než 700 let historie, zahrnují například mlýn z Redditchu, mýtný dům z Little Malvern a telefonní budky.

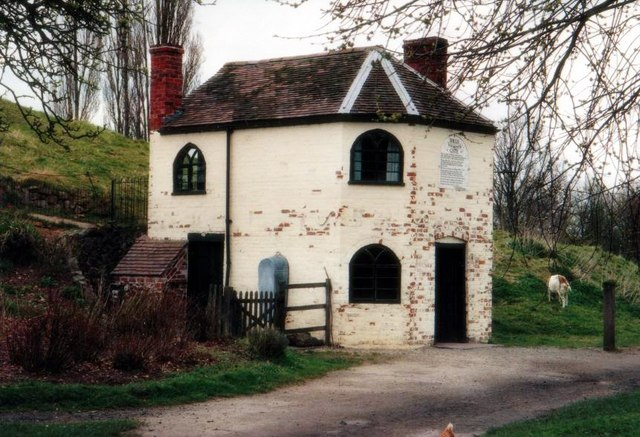
mýtný dům
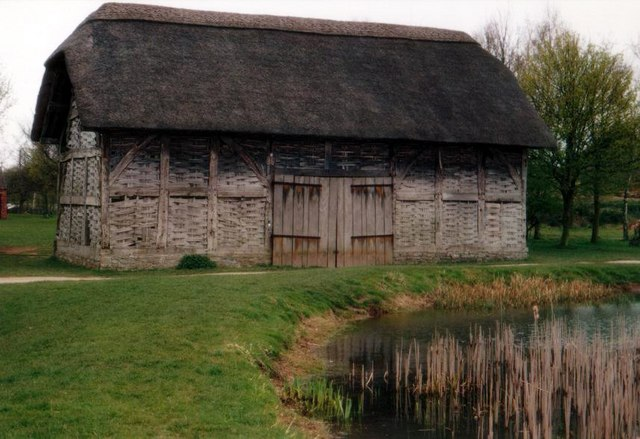
stodola z Cholstrey
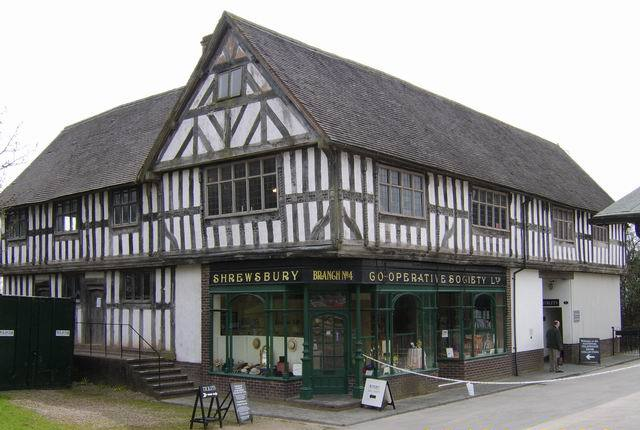
The String Of Horses